# Orasema viridis
Orasema viridis är en stekelart som beskrevs av William Harris Ashmead 1895. Orasema viridis ingår i släktet Orasema och familjen Eucharitidae. Inga underarter finns listade i Catalogue of Life.